# 中医师
中醫師（Traditional Chinese Physician），亦稱為中醫、大夫，澳門法律上稱中醫生，在一些國家稱為針灸師。現在通常指以中醫學理論為基礎，依法取得執業资格，在医疗、预防、保健机构中执业的专业人员，亦可指“中医药学科的专业职业队伍”，包括中醫師、助理中醫師、針灸師、推拿師等
。

## 歷代對中醫師的要求

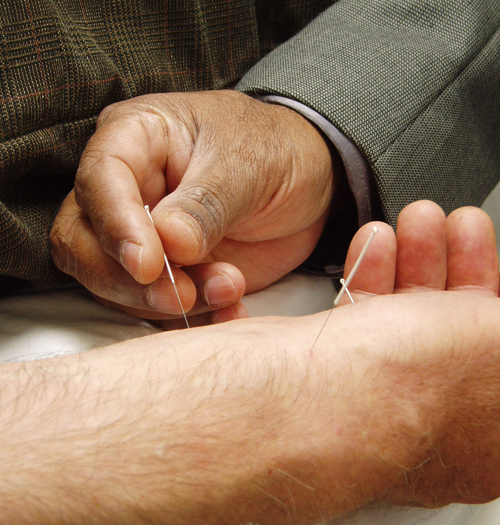
中醫針灸

### 官方
歷代王朝都有設置，唯名稱、體制及官品各異，但都為治療、管理醫事所設。
周官有醫師上士、下士，當醫之政令。秦置太醫令。西漢、東漢及曹魏時太常、少府都有太醫令。屬太常者為百官治病，屬少府者為宮廷治病。隋唐時設太醫署。宋代設醫官院，金代改名為太醫院。元、明、清朝仍沿用。

### 民間
為師徒相傳的方式，醫術及醫德則只能自我要求。
唐代名醫孫思邈在《備急千金要方》中《大醫習業》及《大醫精誠》兩篇，詳細論述醫者的醫德與治學方法。

## 中醫的規範

### 臺灣
臺灣在日治時代之前並沒有中醫師的說法，而是漢醫師。「醫生」是一個專用日治於台灣地區特別名詞，指日本佔領前已在台灣執業的医疗人员，其中多为傳統醫学从业者；和经过现代医学训练的「醫師」相對照。1896年发布的《台灣醫業規則》要求所有行醫者均需申請醫業許可證。但该法发布后漢醫大多在未取得許可情况下繼續執業，被台灣日日新報称为「密醫師」。1901年，由于台湾缺少现代医师，日治当局举行醫生檢定考試并颁发行医免许，允许得到免许的漢醫生行医。1928年至1932年日本帝国兴起漢方醫學存續運動，台湾漢醫生要求比照日治朝鮮每兩年舉行一次醫生檢定考試，最後失败。
1949年以後，取得中醫師資格的方法分為兩大類。第一類是取得中華民國教育部認可的中醫學士學歷後，參加並通過中醫師專技考試。此考試同西醫師、牙醫師考試，共分兩階段考試。第一階段通過率為30%~80%（視當年度考題難度而定）；第二階段通過率為40~98%（視當年度考題難度而定）。此考試得應考者包括中醫系與學士後中醫系兩種不同學歷的畢業生及其他教育部認可的國外中醫院系並已完成規定之課程與實習時數的畢業生。但事實上並沒有任何國外中醫系的畢業生能成功申請參加中醫師專技考試（含香港與大陸中醫系畢業生），故中醫師的培養完全依賴國內中醫系。
第二類是中華民國國民年滿22歲，可參加中華民國考試院舉辦的中醫師檢定考試，通過之後給予及格證書，方能參加中醫師特種考試；中醫師特種考試通過後，需至中醫院所實習才能取得執業資格。中醫師特種考試錄取率約0.8%~4%，可說是全世界最難通過的中醫師資格考試，然而臺灣戰後的知名中醫師幾乎是透過此一管道取得中醫師資格，例如：馬光亞等。檢定考試於2005年（民國94年）4月2日至3日舉辦最後一次「新案」考試，之後僅舉辦補考至2008年（民國97年）即停辦；特種考試於2011年（民國100年）停辦，此一中醫師資格取得的體系全面終結。

### 中國大陸
根據《中華人民共和國醫師法》和相關管理辦法，执业医师资格考试分为两级四类，即执业医师和执业助理医师两级；每级分为临床、中医、口腔、公共卫生四类。中医类包括中医、民族医和中西医结合，其中民族医又含藏医、维医、蒙医、哈萨克医、傣医、中医（朝医方向）、中医（壯医方向），其他民族医医师暂不开考。中国大陆的医师资格考试共有24种类别。 
医师资格考试的性质是行业准入考试，是评价申请医师资格者是否具备从事医师工作所必须的专业知识与技能的考试。医师资格考试分实践技能考试和医学综合笔试两部分。 
实践技能考试采用多站测试的方式，考区设有实践技能考试基地，根据考试内容设置若干考站，考生依次通过考站接受实践技能的测试。每位考生必须在同一考试基地的考站进行测试。

### 香港
中医在港英政府时期无合法行医地位，但能以“Herbalist（草药师）”的名义注册并进行活动。
1999年起，香港開始根據《中醫藥條例》（香港法例第549章）舉辦中醫執業考試，由香港中醫藥管理委員會舉辦。考試分兩部分：第I 部分筆試、第II部分臨床考試。2019年，筆試合格率為83.5%；臨床考試合格率為36.5%。現時，申請人必須通過上述兩部份的考試，才可在香港行醫（「表列中醫」除外）。
現時香港中醫師分為「表列中醫」（在有關規管中醫師的制度實施前、已在香港行醫的中醫師，但他們可根據特定方式成為「註冊中醫」。另外，「表列中醫」不能處方部份藥材）和「註冊中醫」（一類是已通過有關執業考試的註冊中醫；另一類為有限制註冊中醫）。

### 澳門
澳門居民獲得認可的中醫學學士學位（或同等的碩士或博士學位）、通過知識考試及完成實習後，才可向澳門特別行政區政府衛生局申請中醫生完全執照。

### 新加坡
根據2025年發布的最新規則，自2027年起，所有畢業於本國或外國中醫院校的人士，必須通過臨床技能考試（Clinical Competency Assessment），方符合註冊為中醫師的條件。

### 馬來西亞
在《2016年傳統和補充醫藥法令》生效後，中醫成為其中一種受規管的專業。持有認可本科學歷或擁有不少於10年經驗等條件的申請人需要向馬來西亞衛生部傳統和補充醫藥理事會遞交申請，獲批准後方可執業。至於在法令生效前已向有關專業團體註冊的人士，也需直接向當局申請，方可繼續行醫。申請期限為2024年8月31日前。

### 汶萊
根據汶萊衛生部的規定，持有經認證的五年制中醫學士的人士必須向衛生部傳統及補充醫學組註冊，才能在當地從事中醫師工作。

### 泰國
2000年，泰國的中醫正式合法化。中醫執業管理委員會規定擬從事中醫者，必須要通過執業考試，才可以領取執照，合法行醫。2001年，中醫執業考試首次在泰國舉行。

### 菲律賓
2021年，菲律賓成立菲律賓中醫管理委員會。同年，菲律賓衛生部頒授首張中醫執業證書。

### 加拿大

#### 卑詩省
持認可學歷、在指定類別的考試中合格、通過犯罪紀錄審查，並符合其他條件的人士，可以向卑詩省替代醫學療法人員管理局提出申請，在獲得管理局的正式批准信及購買醫療疏失險後，方可正式執業。

#### 安大略省
申請人必須擁有認可學歷、在筆試和實踐考核中合格、通過犯罪紀錄審查，以及符合安大略省中醫針灸管理局訂定的其他條件，方可申請註冊為中醫師。

#### 阿伯達省
申請人必須擁有認可學歷（國際申請人必須接受當局的審查），在考試中合格，符合阿伯達省針灸師管理局訂立的條件（包括購買醫療責任保險），方可註冊。

#### 紐芬蘭與拉布拉多省
申請人必須曾接受認可訓練並提供經公證的證明書，在考試中合格，購買專業責任保險，完成犯罪紀錄審查，修畢針具清潔課程等，方可以在紐芬蘭與拉布拉多省中醫針灸管理局申請註冊。

#### 魁北克省
申請人必須擁有認可學歷（國際申請人必須要接受當局審查），提供已經填妥的申請表及護照相片等，方可向魁北克省針灸師管理局申請註冊。

### 墨西哥
2002年，針灸師在墨西哥正式合法化。

### 美國
美國有大約三萬多名執照針灸師（部份州份稱為針灸醫師或東方醫學醫師），五千多名西醫師另外獲得應用針灸執照。美國有嚴格的針灸執照發放制度，但由於美國實施聯邦制，各個州份均各自有當地的法律監督針灸師執照的發放。因此，各個州份的執照發放的要求都不一樣，但一般都要求申請人在認可的針灸或中醫學校學習針灸的相關課程，由1700到4000學時不等，以及一般要求擁有950小時的臨床實習經驗，方可獲允許參加針灸執照考試。有的州份要求同時通過州試及全國試，有的則是州試或全國試任選其一，有的不須考試，僅要求完成經認證的教育和訓練。另外，一般都要求針灸執照的持有者，定期為其針灸執照續期，否則其針灸執照將會被取消。針灸執照續期的手續，除了包括更新資料外，還要求針灸師提供持續進修的證據，一般都要每年數十個小時的專業持續進修課程，方可獲得續期。
沒有持有有效執照，而又宣稱為專業針灸師，又或者提供中醫治療，是刑事罪行。違例者會面對監禁和罰款。

#### 「針灸師」還是「中醫師」?
直到2012年，美國有六個州份沒有法律監管中醫，一般稱為「東方醫學(Oriental Medicine)」又或「針灸學(Acupuncture)」，包括阿拉巴馬州、堪薩斯州、北達科他州、南達科他州、奧克拉荷馬州、懷俄明州。 在有法律監管中醫的州份當中，加州是美國首個州份立法監管「針灸學」，早在1976年加州便開始向針灸師發放專業執照。
但值得注意，在英文中的「針灸學(Acupuncture)」或「針灸師(Acupuncturists)」一詞，意思等同於「中醫」和「中醫師」。以首個州份立法監管針灸學的加州為例，根據《商業和專業條例(Business and Professions Code)》第4937條，「針灸師」是指為改善、保持和復原健康，而提供針療、電力針療、中式按摩、穴位按摩、灸療、拔罐、呼吸技巧療法、運動療法、熱療、冷療、磁力療法、營養學療法、飲食療養、草藥療法、植物療法、動物療法、礦物療法、膳食補充療法等治療的專業人員。 所以，美國的「針灸師」就是「中醫師」。

### 澳洲
自2012年7月1日起，澳洲的中醫執業者必須按其執業類別向澳洲中醫管理局申請註冊。

### 紐西蘭
2021年，紐西蘭中醫委員會正式成立，負責中醫的規管。

### 蘇格蘭
2006年起，針灸師需要擁有合適場所，方可向地方政府申請執照。

### 德國
在德国只有持有自然疗法认证的医师可以从事中医治療。在德国，中医稱為 Traditionelle Chinesische Medizin（简称TCM），广泛运用的主要治疗手段是针灸（Akupunktur）、推拿（Tui Na）、按摩（Tui Na）、气功（Qi Gong）和太极（Tai Ji）。对于中医草药治疗（Heilkräutertherapie）和食疗（Diätetik），比较著名的中医师是Frank Behrendt先生，代表著作是（中医皇家草药救助）《Erste Hilfe mit Chinesischer Kaiser- Medizin》和（依中医原理将食品归类）《kategorisierung von Nahrungsmitteln entsprechend der TCM》。

### 瑞士
2009年，中醫等補充治療法獲納入基礎保險，並受《保險法》規範。

### 日本
日本的中醫，稱為「漢方醫」，而中藥則稱為「漢方藥」。自1976年起，漢方藥獲日本醫療衛生當局正式認可。多種漢方藥已經獲納入日本國民健康保險。不過，日本尚沒有單獨規範漢方醫藥的法律。所有漢方醫都是持有西醫執照、再單獨進修漢方醫藥的人士。至於針灸（日本稱鍼灸）在日本則有專門法律規範，屬國家資格。

### 越南
根據越南法律，中醫在越南稱為東醫，具備與西醫同等地位，亦需依法申領行醫執照。著名的東醫院校包括北部的河內醫科大學和南部的胡志明市醫藥大學。

### 韓國
根據韓國法律，中醫在韓國稱為韓醫。韓醫自大韓民國建國以來，便是該國重點發展的傳統醫學，在韓國社會的地位媲美西醫。亦要像西醫一樣接受大學教育和培訓，並需參加國家考試，通過後方能成為韓醫。

### 杜拜
杜拜衛生局負責簽發補充及替代醫學療法人員的執照。中醫屬該局的管轄範圍。申請人一般需要持有原本國家認可的學位或文憑，並包括指定的實習時數，以及在原本國家註冊後，所擁有指定年期及範疇的工作經驗。該局會在考慮申請人所有條件後，簽發執照。